# سجم الظافر
سجم الظافر كانت في الأصل مدمرة سوفيتية من فئة سكوري باسم سميتليفي، اشترتها البحرية المصرية لاحقاً مع أختها سوليدني في 1956 وأعادت تسميتهما الظافر والناصر على التوالي.

## خدمتها في البحرية السوفيتية
أُدرجت سميتليفي (Сметливый) في بحرية اتحاد الجمهوريات الاشتراكية السوفيتية في 15 مارس 1950. وكانت قد بُنيت في المصنع رقم 190 المسمى أ. زدانوفا في 24 مايو 1951 (المبنى رقم 611)، ونزلت الماء في 17 نوفمبر 1951، وكُلفّت بالخدمة في الأسطول في 5 أغسطس 1952. ورفع علم البحرية السوفيتية عليها في 11 أغسطس. ضمن قوة الأسطول الرابع، وبعد حله انتقلت إلى قطع أسطول البلطيق اعتباراً من 24 ديسمبر 1955.
زارت المدمرة سميتليفي غدينيا في بولندا من 15 إلى 18 أكتوبر 1953 وبورتسموث في المملكة المتحدة من 12 إلى 17 أكتوبر 1955. ثم تقرر بيعها إلى مصر في 14 نوفمبر 1955، ولكن عبر بولندا، وأبحرت المدمرة من غدينيا إلى الإسكندرية تحت العلم البولندي. وانتقلت المدمرة إلى البحرية المصرية في الإسكندرية في 11 يونيو 1956، مع إعادة تسميتها إلى سجم الظافر، وخرجت من البحرية السوفيتية رسمياً في 30 يوليو.

## خدمتها في البحرية المصرية
شهدت سجم الظافر أغلب الحروب التي خاضتها البحرية المصرية الحديثة بداية من حرب 56 وحتى حرب أكتوبر، فبعد تسلمها واندلاع حرب 56 هاجمها الطيران البريطاني والفرنسي المنطلق من على حاملات الطائرات في البحر المتوسط وألحق بها أضراراً مع الفرقاطة طارق.
شاركت المدمرة الظافر في دعم الثورة الجزائرية ورست في ميناء عنابة في 1961 وشاركت في دعم ثورة 26 سبتمبر اليمنية وكانت متواجدة في ميناء الحديدة حتى 1963.
وفي حرب أكتوبر شاركت في حصار باب المندب. كان من بين من تولى قيادة المدمرة الظافر الفريق أحمد على فاضل، الذي أصبح رئيساً لهيئة قناة السويس والفريق فؤاد ذكري قائد القوات البحرية فيما بعد.
قررت قيادة الحرية المصرية إخراج الظافر من الخدمة وتفكيكها للخردة في 1985.

## وصلات خارجية
- المدمرة سميتليفي
- جميع مدمرات فئة سكوري الروسية - قائمة كاملة للسفن باللغة الإنجليزية